# Jeanne Labric
Pour les articles homonymes, voir Labric.
Jeanne Labric, né le 16 février 1861 à Paris 4e et morte le 24 février 1947 à Paris 9e, est une peintre et brodeuse d'art française. Jeanne Labric a inventé la broderie sans envers. Elle a été une des premières à faire de « la peinture à l'aiguille », paysages et portraits. Elle a exposé au salon de l'Union des femmes peintres et sculpteurs et au salon des artistes français en 1913 et 1914.

## Œuvres référencées
- La Gardeuse de chèvres - Salon des femmes peintres - 1902
- Effet d'automne (forêt de Fontainebleau) (peinture) Salon des femmes peintres - 1905
- La Cascade dans les Vaux de Cernay (peinture) Salon des femmes peintres - 1905
- Flamants roses (broderie) Salon des femmes peintres - 1905
- Paon faisant la roue (broderie) Salon des femmes peintres - 1906
- Pavillon d’honneur du cuirassé France - 1913
- Pavillon d’honneur du cuirassé Paris - 1914
- Drapeau offert à Mr Wilson par l'Union féminine française - 1918 lire en ligne sur Gallica
- L'Aigle (Guynemer) Broderie - 1920
- Le Tigre (Clemenceau) Broderie - 1920
- L'Aviateur Joseph Sadi-Lecointe dans un virage à la Coupe Gordon-Bennett de 1920 - 1921
- Edgard Fasquelle, garde champêtre de la Commune libre du Vieux Montmartre - 1922

## Distinctions
- Chevalier de la Légion d'honneur[1] (1931)
- Officier de l'ordre des Palmes académiques (1899) - Officier de l'instruction publique (1908).